# Thomas G. Allan

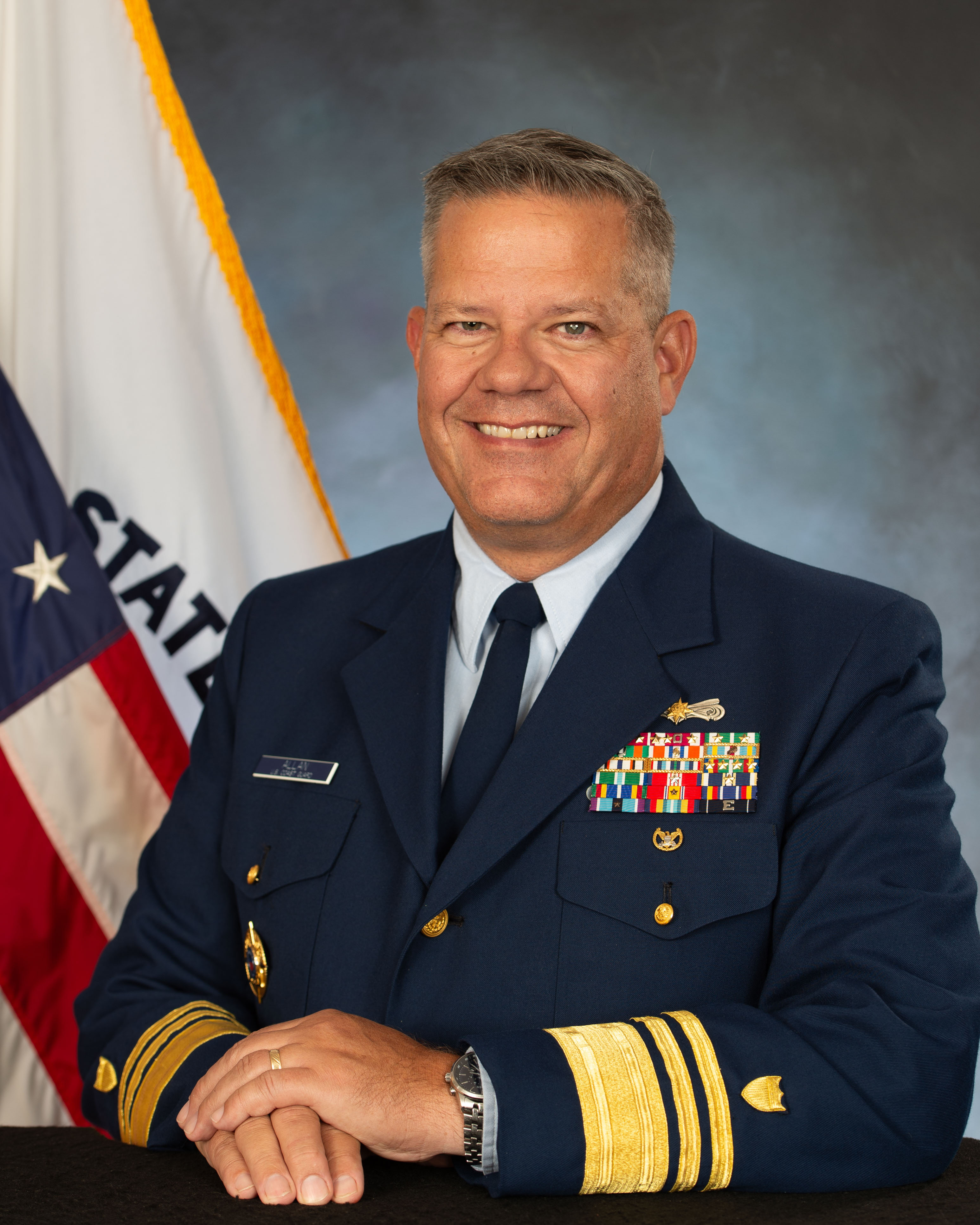
Thomas G. Allan Jr. (2024)

Thomas George Allan Jr. (* 12. Oktober 1965 in Bowie, Maryland) ist ein Vice Admiral der United States Coast Guard und seit Januar 2025 kommissarisch stellvertretender Kommandeur für Operationen (Deputy Commandant for Operations).

## Werdegang in der Coast Guard
Allan stammt aus Bowie, Maryland, und erwarb einen Bachelor of Science in Management an der United States Coast Guard Academy. Er besitzt zudem einen MBA der University of Baltimore und absolvierte ein Seminar am Massachusetts Institute of Technology (MIT). Allan begann seine Laufbahn als Offizier auf Küstenwachschiffen. Zu seinen operativen Verwendungen zählen unter anderem Einsätze auf dem Küstenwachschiff Hamilton im Atlantik und Pazifik, Tätigkeiten im Intelligence Coordination Center in Maryland, im Group/Marine Safety Office in Portland (Oregon) sowie in Charleston (South Carolina) und schließlich als Kommandeur des Sektors Jacksonville. Dort fungierte er unter anderem als Hafenkommandant, Koordinator für maritime Sicherheit, Einsatzleiter bei Umweltvorfällen und Koordinator für Seenotrettung.
Weitere Verwendungen in Admiralsdienstgraden umfassten seine Tätigkeit als Operationsdirektor (J3) des United States Southern Command (SOUTHCOM), wo er sämtliche Operationen, Aktivitäten und Investitionen koordinierte. Als Kommandeur des First Coast Guard District war er für die Durchführung aller Missionen der Coast Guard im Nordosten der USA zuständig. Zudem war er als stellvertretender Kommandant für Ressourcen und Finanzchef der Coast Guard (CG-8) verantwortlich für Budgetplanung, Finanzwesen und das Ressourcenmanagement der gesamten Organisation.
Außerdem war Allan stellvertretender Kommandeur für Einsatzunterstützung (Deputy Commandant for Mission Support) und leitete dort etwa 17.000 Mitarbeitende. In diesem Amt war er zuständig für alle Aspekte der personellen und technischen Unterstützung der Einsätze der Coast Guard. Im Januar 2025 übernahm er das Amt als stellvertretender Kommandeur für Operationen (Deputy Commandant for Operations) kommissarisch und ist damit verantwortlich unter anderem für die Bereiche Zusammenarbeit mit Nachrichtendiensten, internationale Beziehungen, Cybersicherheit, das maritime Transportsystem, gewerbliche Vorschriften und Inspektionen, Seenotrettung, maritime Sicherheit, Strafverfolgung, Verteidigungsoperationen, Umweltmaßnahmen, Notfallplanung sowie die Einsatzfähigkeit der gesamten Küstenwachflotte.